# 東漢普頓 (康乃狄克州)
東漢普頓（英語：East Hampton）是一個位於美國康乃狄克州米德爾塞克斯縣的城鎮。

## 地理
東漢普頓的座標為41°34′00″N 72°30′00″W / 41.56667°N 72.50000°W，而該地的平均海拔高度為108米（即354英尺）。

## 人口
根據2010年美國人口普查的數據，東漢普頓的面積為95.30平方千米，當中陸地面積為92.20平方千米，而水域面積為3.10平方千米。當地共有人口12959人，而人口密度為每平方千米135.98人。